# Matriz esparsa

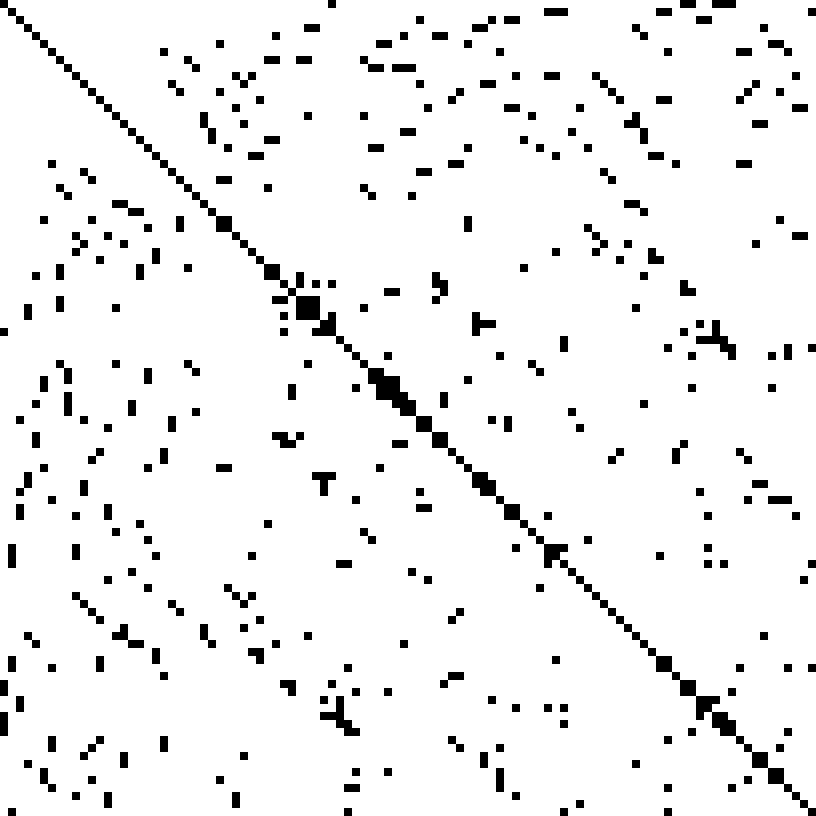
Visualização gráfica de uma matriz esparsa, em que os elementos iguais a zero são representados em branco, e aqueles diferentes de zero em preto.

Uma matriz é dita esparsa quando possui uma grande quantidade de elementos com valor zero (ou não presentes, ou não necessários).
Matrizes esparsas têm aplicações em problemas de engenharia, física (por exemplo, o método das malhas para resolução de circuitos elétricos ou sistemas de equações lineares). Também têm aplicação em computação:
armazenamento de dados (e.g., planilhas eletrônicas)
A matriz esparsa é implementada através de um conjunto de listas ligadas que apontam para elementos diferentes de zero. De forma que os elementos que possuem valor zero não são armazenados.